# Dom van Worms

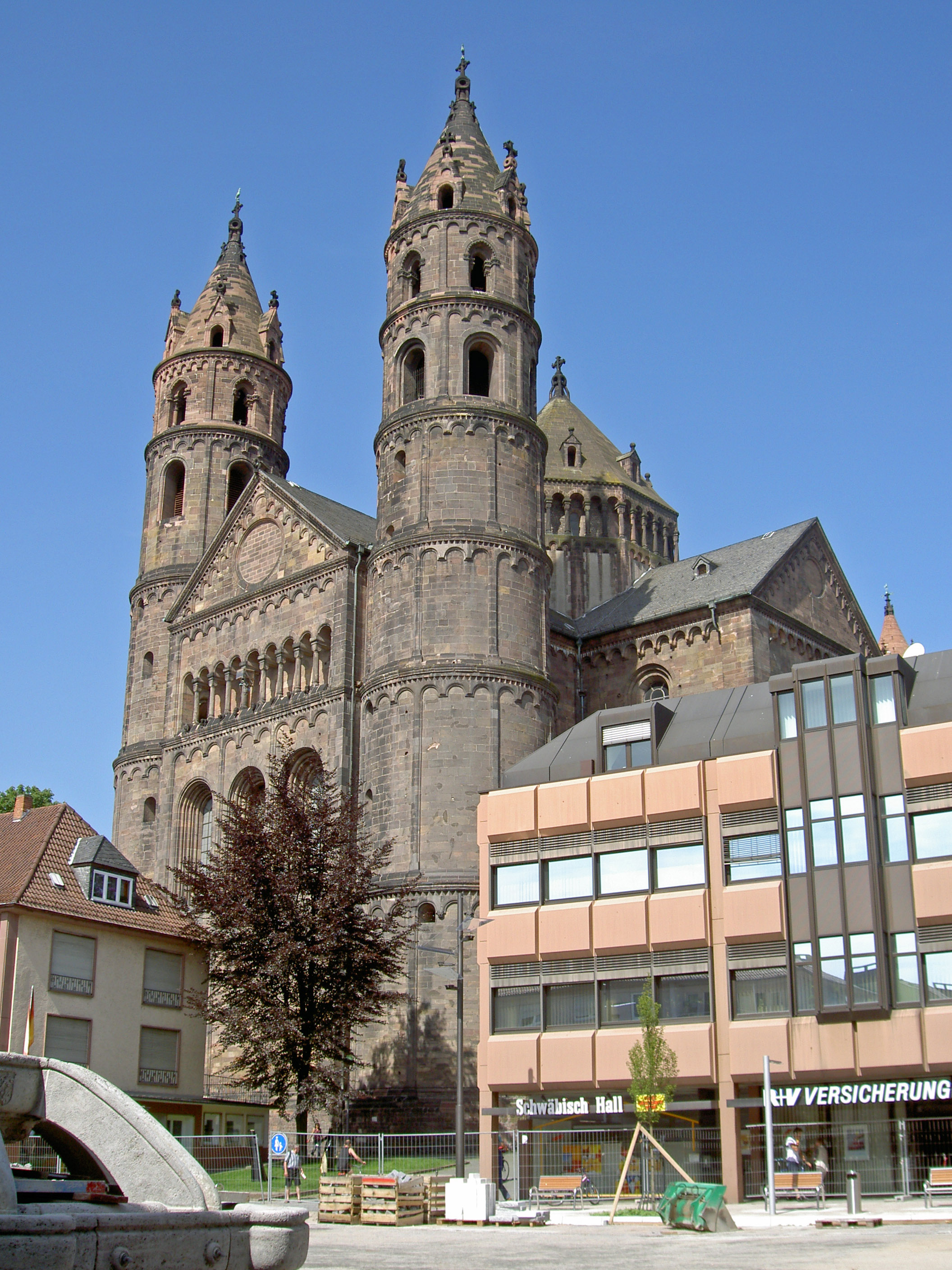
De dom vanuit het noordoosten

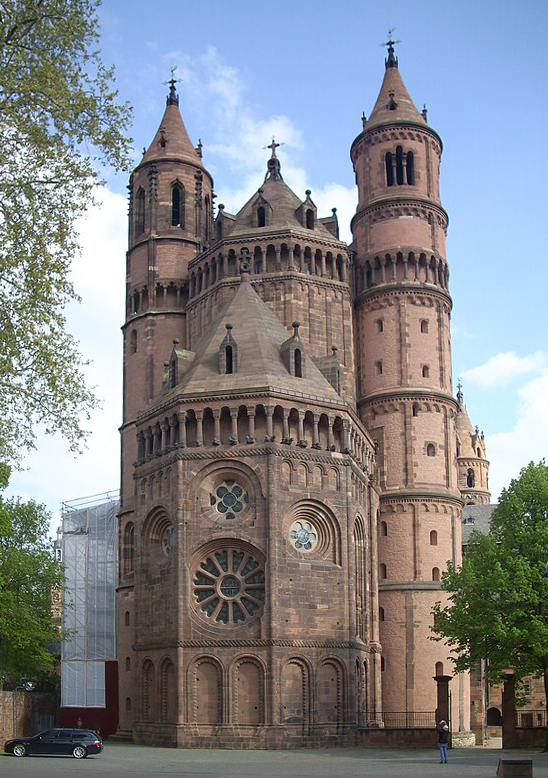
De westelijke koorfaçade

De dom van Worms (Dom St. Peter) is een romaanse pijlerbasiliek die grotendeels tussen 1130 en 1181 werd opgetrokken. Het is de voornaamste kerk van Worms en de kleinste van de drie Rijnlandse keizerlijke domkerken (Kaiserdome).
De dom van Worms is steiler en slanker van opzet dan de beide andere, die van Spiers en die van Mainz. De zandstenen kerk heeft zowel een oostelijk als een westelijk koor, die elk door twee ronde traptorens geflankeerd worden, een achtkante vieringtoren en een eveneens achtkante toren boven het westkoor.
De dom kent verschillende voorgangers. De Wormser bisschop Burchard begon na het jaar 1000 met de bouw van een geheel nieuwe kerk, die in 1018 werd ingewijd in aanwezigheid van de keizer, maar al spoedig grotendeels instortte. De herbouw vond vanaf 1130 plaats onder bisschop Burchard II en diens opvolger Konrad II, waarbij de oostkant het eerst gereed kwam. In 1181 werd de kerk opnieuw ingewijd, nog voor de voltooiing van het 13de-eeuwse westelijke koor. In de wederom achthoekige apsis bevinden zich verschillende roosvensters.
Omstreeks 1300 kreeg de dom zijn gotische zuidportaal. Uit dezelfde periode dateert ook de Nicolaaskapel.
Tijdens de Negenjarige Oorlog brandde de dom geheel uit. Aan de restauratie, die vanaf 1698 plaatsvond, zijn de barokke interieurelementen te danken, waaronder het hoogaltaar van Balthasar Neumann.
De dom verloor in 1801 zijn status als bisschoppelijke kerk en is thans een parochiekerk. In 1925 kreeg de dom de titel van basilica minor.

## Galerij

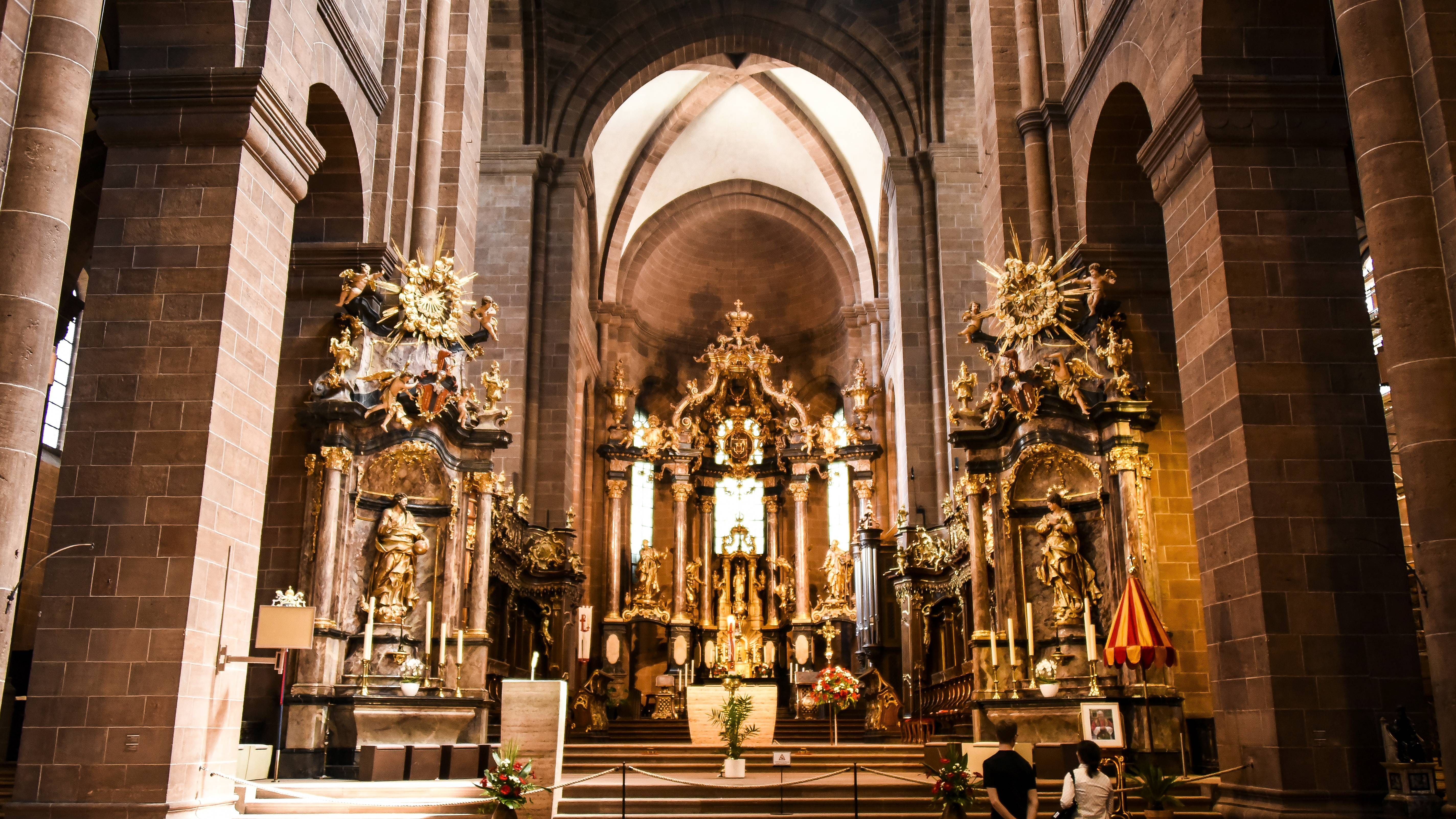
Priesterkoor en hoogaltaar
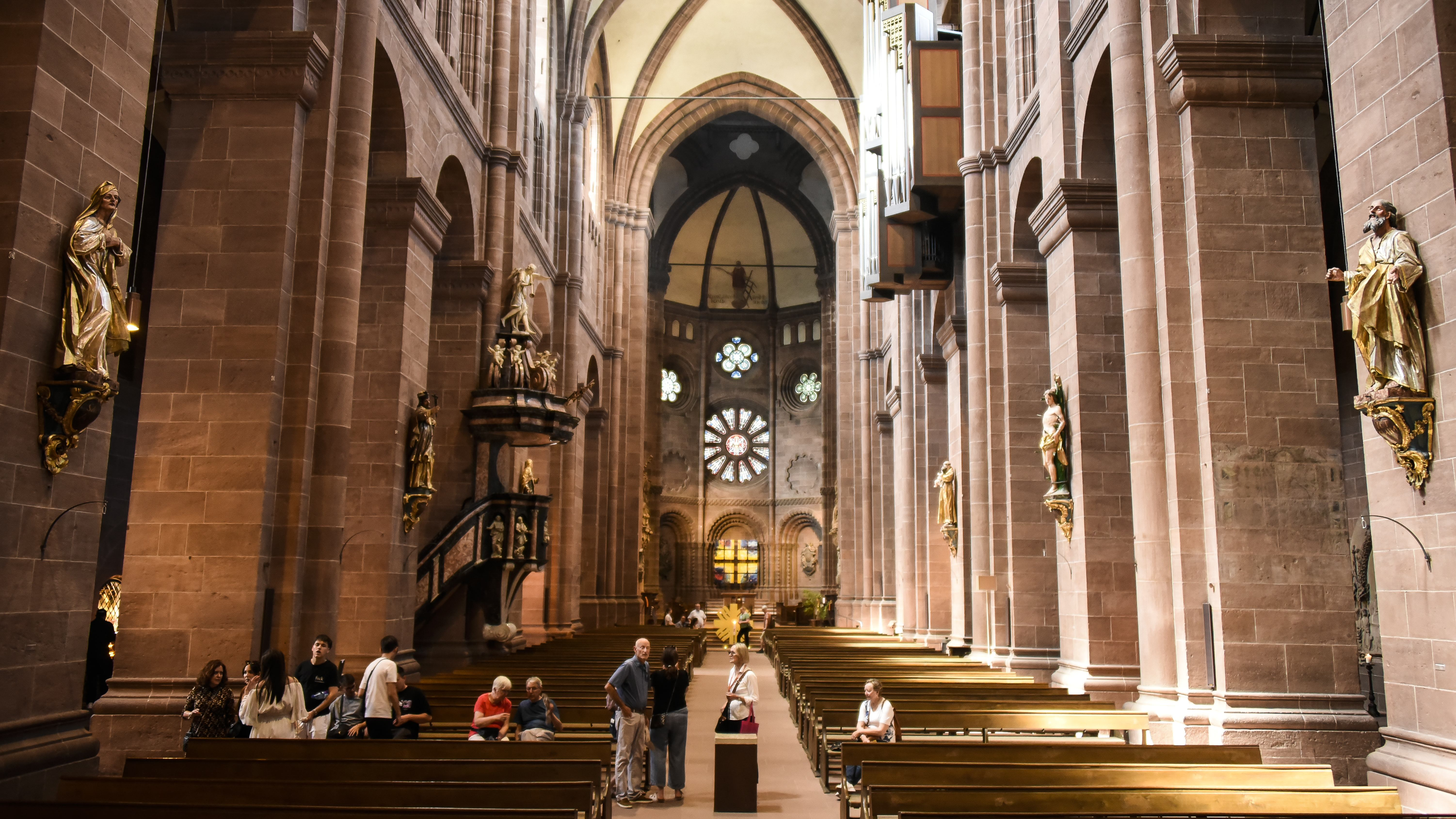
Achterzijde kerkschip
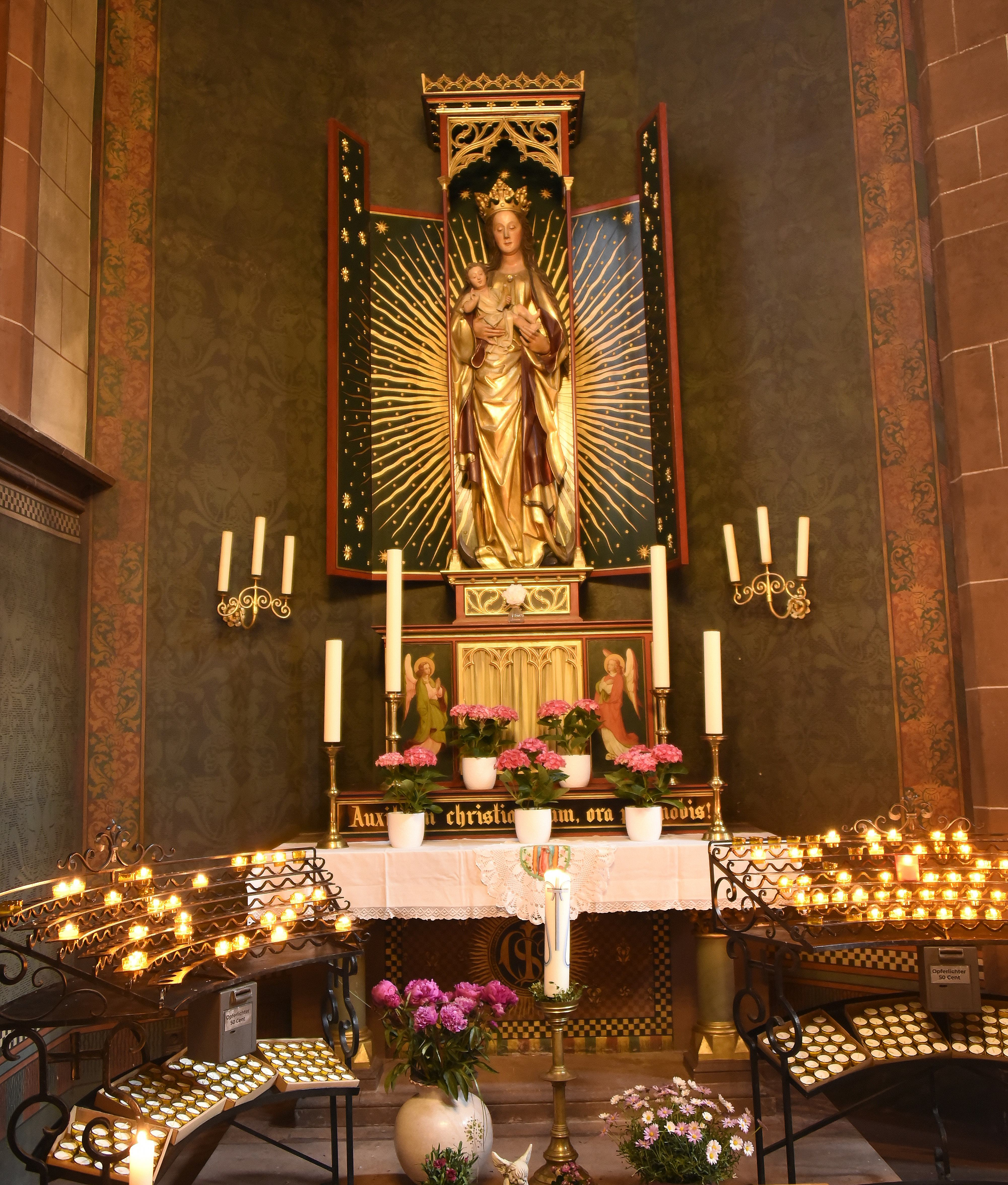
Mariabeeld
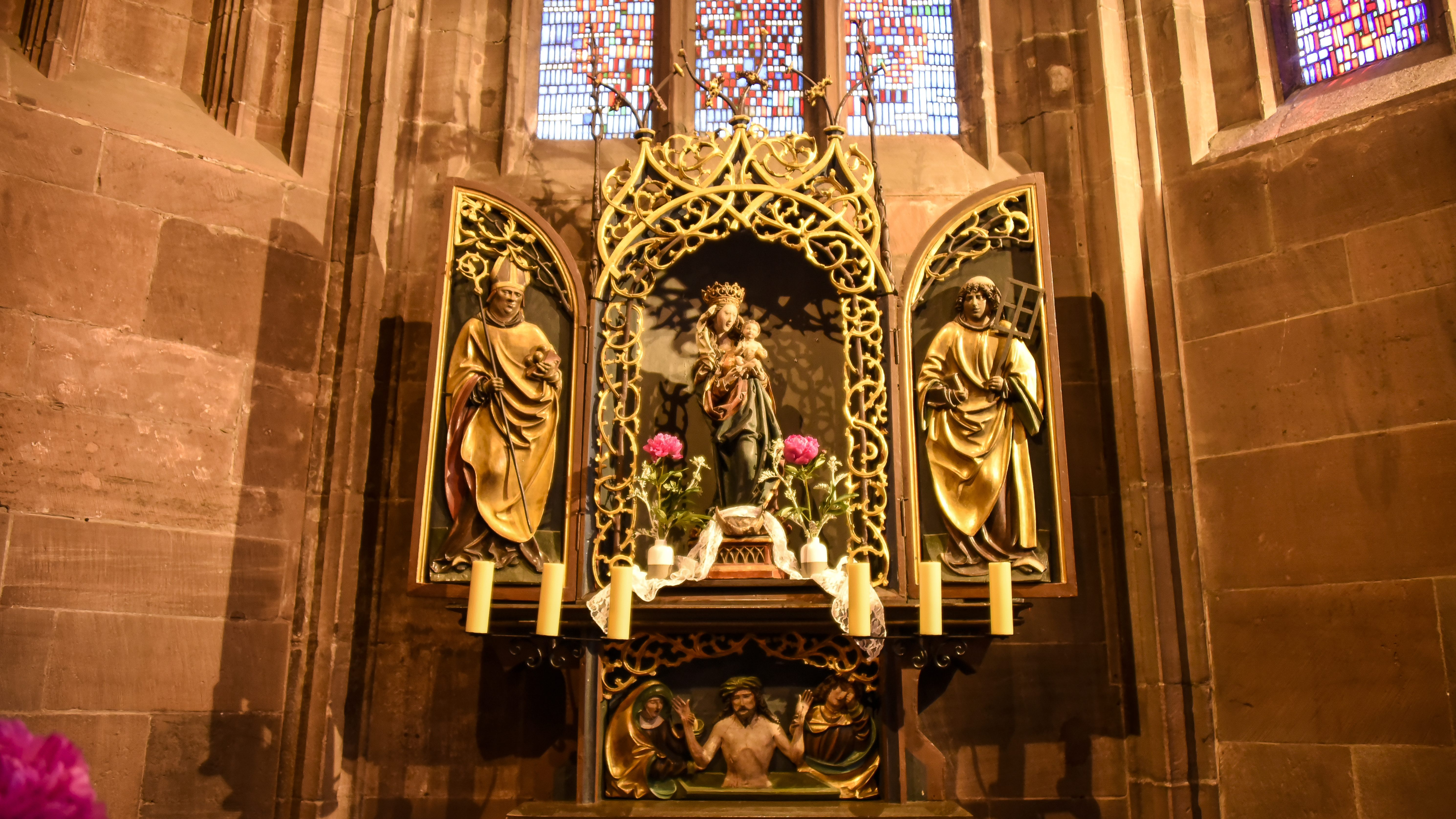
Maria-altaar in de Nicolaaskapel
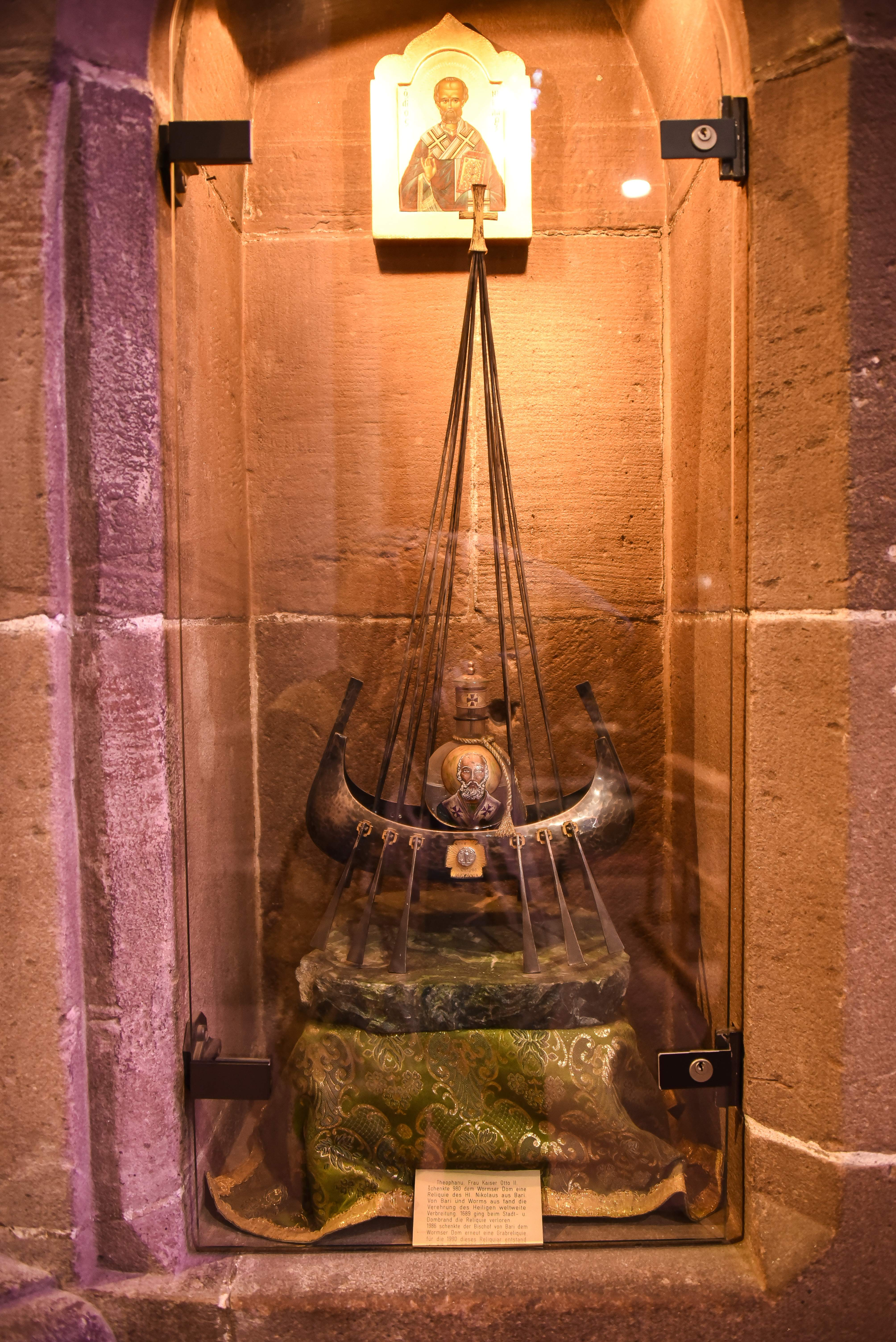
Reliek uit Bari van Sint-Nicolaas